# Equipe Ligier
Equipe Ligier – sekcja firmy Ligier, konstruktor i zespół wyścigowy założony w 1969 roku przez Guya Ligiera, w latach 1976–1996 uczestnik wyścigów Formuły 1. Zwycięzca dziewięciu Grand Prix, wicemistrz świata z 1980 roku. Przed rokiem 1997 przejęty przez Alaina Prosta i przemianowany na Prost Grand Prix.

## Historia

### Początki
Sierota, Guy Ligier, pracował w charakterze pomocnika rzeźnika. Zaoszczędził on wystarczająco pieniędzy, by kupić używany buldożer, dzięki któremu wszedł do branży budowlanej. Na przełomie lat 50. i 60. Ligier dorobił się fortuny, ponieważ Francja budowała sieć autostrad. Następnie Ligier grał w rugby, po czym zaangażował się w sport motorowy, najpierw startując motocyklami, a następnie samochodami Elva w Formule Junior. Później Ligier ścigał się samochodami sportowymi Porsche, a w latach 1966–1967 uczestniczył samochodami Cooper i Brabham w Formule 1. W 1968 Ligier ścigał się McLarenem w Formule 2; jego zespołowym partnerem był Jo Schlesser.
Po śmierci Schlessera Ligier wycofał się z czynnego ścigania i ogłosił zamiar budowania samochodów sportowych w fabryce w Vichy. Zatrudnił on młodego inżyniera, Michela Tétu, który pracował wcześniej w firmie Automobiles CD. Tétu zaprojektował Ligiera JS1 (inicjały JS były oznaczone ku pamięci Schlessera), który został wyposażony w silniki Ford Cosworth. Samochody JS1 ścigały się i były dostępne w sprzedaży. Później silniki Forda zastąpiono jednostkami Maserati. Właścicielem Maserati w owym czasie był Citroën, stąd w tym okresie samochody Ligier były dostępne w sprzedaży w salonach Citroëna. W 1971 roku Ligier i Patrick Depailler wystartowali Ligierem JS3 w wyścigu 24h Le Mans.

### Formuła 1

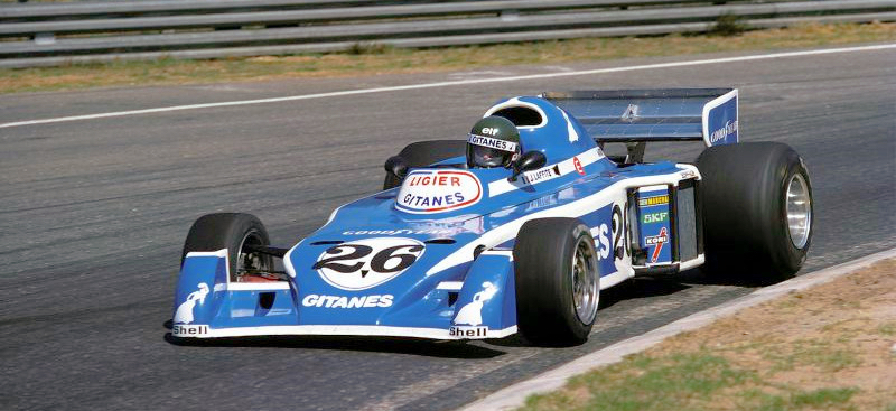
Ligier JS5 (Jacques Laffite)

Pod koniec 1974 Matra wycofała się ze sportu motorowego i sprzedała swoje technologie wyścigowe Ligierowi. Ligier przekonał należącą do rządu Francji firmę tytoniową SEITA – właściciela marki Gitanes, która sponsorowała samochody sportowe Matry – aby go wsparła. Napędzany silnikiem Forda Ligier ukończył 24h Le Mans 1975 na drugim miejscu, ale wówczas Ligier miał zamiar wejść do Formuły 1. W tym celu zatrudnił grupę byłych inżynierów Matry, na czele z Gérardem Ducarouge, którzy mieli zaprojektować samochód Formuły 1. Ligier JS5 był napędzany silnikiem Matra V12 i dysponował ogromnym wlotem powietrza. Samochód był testowany przez Jeana-Pierre’a Beltoise i Jacques’a Laffite. Laffite był kierowcą tego samochodu w debiutanckim sezonie Ligiera w Formule 1, 1976, a podczas Grand Prix Włoch zdobył pole position. W następnym roku Laffite na Ligierze JS7 – opierającym się na JS5 – wygrał Grand Prix Szwecji. Stał się tym samym pierwszym Francuzem, który wygrał Grand Prix Formuły 1 we francuskim samochodzie napędzanym francuskim silnikiem. W sezonie 1978 korzystano z JS9, ale Laffite zdobył tylko kilka podiów i zdecydowano, że w roku 1979 Ligier będzie korzystać z silników Forda oraz wystawi drugi samochód – jego kierowcą był Patrick Depailler. Ducarouge, Paul Carillo i Michel Beaujon zaprojektowali wykorzystującego efekt przypowierzchniowy Ligiera JS11. Laffite wygrał dwa pierwsze wyścigi sezonu (w Argentynie i Brazylii), a Depailler wygrał w Hiszpanii. Jednak do prowadzącego w klasyfikacji konstruktorów Ligiera w połowie sezonu zbliżyli się Ferrari, Brabham i Williams. Ponadto Depailler złamał obie nogi w wypadku na lotni i został zastąpiony do końca sezonu przez Jacky’ego Ickxa, który nie był jednak tak konkurencyjny. W efekcie Ligier zakończył sezon na trzecim miejscu w klasyfikacji konstruktorów.

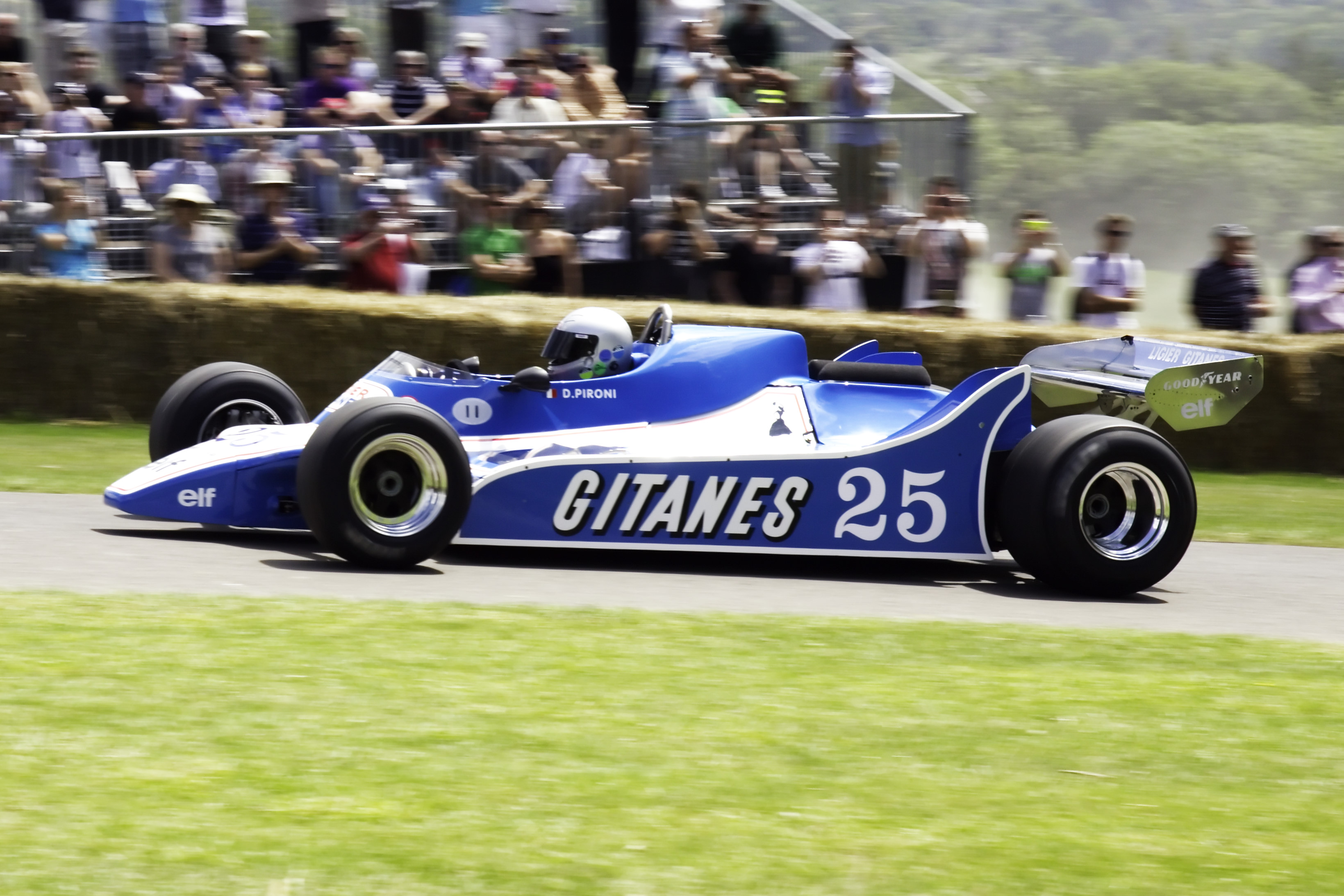
Ligier JS11/15

Ducarouge odnowił model na rok 1980. Kierowcami Ligiera JS11/15 byli Laffite i Didier Pironi. W połowie sezonu samochody Ligiera stały się bardzo konkurencyjne: Pironi wygrał Grand Prix Belgii, a mógł wygrać również Grand Prix Monako i Grand Prix Wielkiej Brytanii, ponadto Laffite wygrał Grand Prix Niemiec. Ligier zdobył wicemistrzostwo w klasyfikacji konstruktorów. Po sezonie Pironi odszedł do Ferrari.
W trakcie sezonu 1980 do Ligiera dołączył Talbot, który nabył część zespołu. Plany użycia silników BMW turbo nie powiodły się i Ligier był zmuszony do użycia starych silników Matra V12. Partnerem Laffite’a został Jean-Pierre Jabouille, który jednak dochodził do zdrowia po kontuzjach nogi i nie dysponował odpowiednią szybkością, następnie zastąpiony przez Patricka Tambaya. Ligier JS17 pozwolił Laffite’owi na zajęcie czwartego miejsca w klasyfikacji kierowców. Jednakże w lipcu Ducarouge po konflikcie z Ligierem opuścił zespół. Jabouille natomiast przejął rolę w zarządzie.

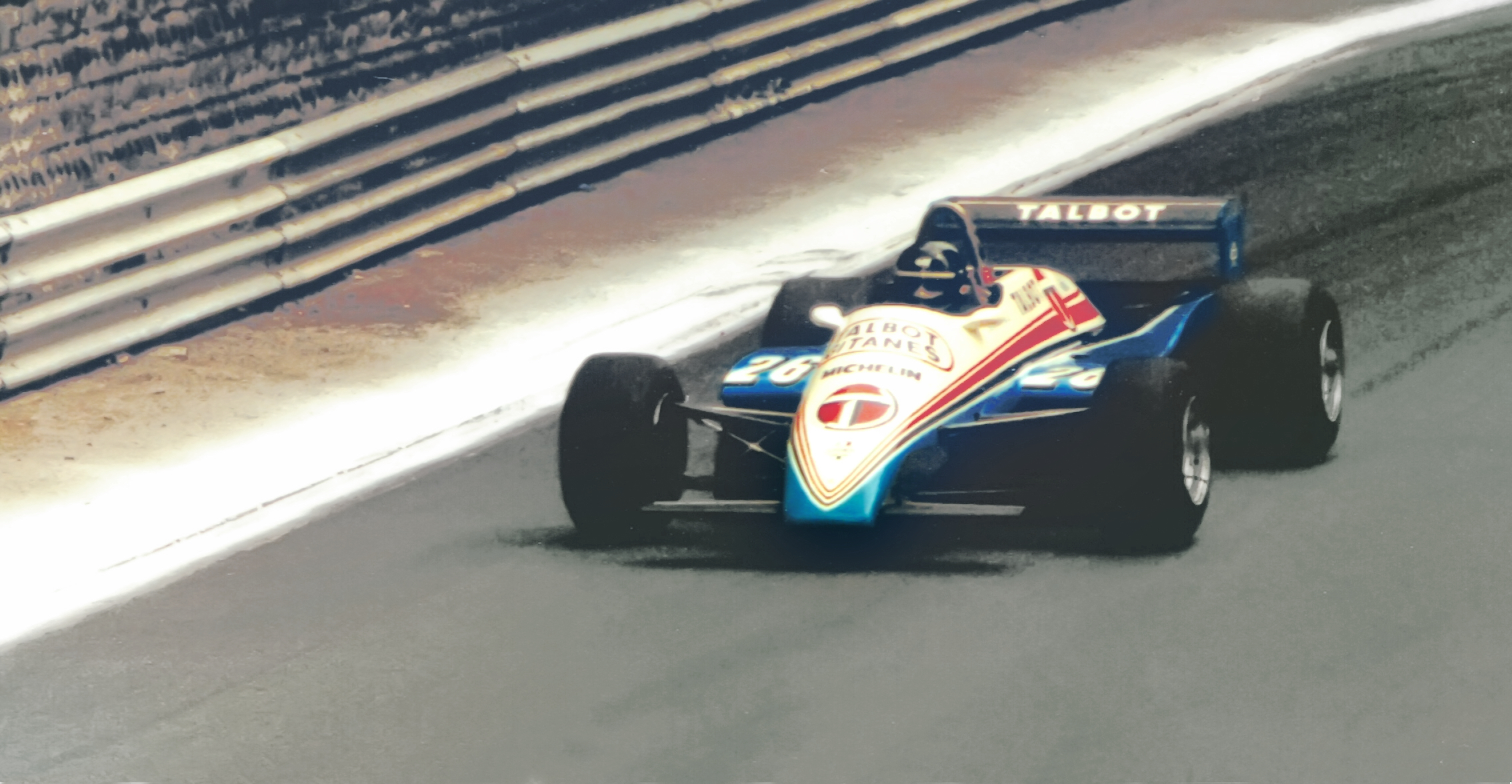
Ligier JS19 (Jacques Laffite)

Po sugestii Talbota, chcącego zareklamować się w Stanach Zjednoczonych, na sezon 1982 Ligier zatrudnił Eddiego Cheevera. Beaujon i Hervé Guilpin na sezon przygotowali wersję „B” modelu JS17, jednakże wówczas zabronione było stosowanie tylnych kurtyn, co pogorszyło efektywność samochodu. W trakcie sezonu wprowadzono JS19. Po sezonie Ligiera opuścili Laffite, Cheever i przejęty przez Peugeota Talbot.
Pozbawiony wsparcia finansowego Ligier zmagał się z problemami. Guilpin i Beaujon zaprojektowali Ligiera JS21-Ford, a pierwsze nadwozie Ligiera z materiałów kompozytowych zostało wyprodukowane przez brytyjską firmę Advanced Composites. Kierowcami byli Jean-Pierre Jarier oraz posiadający wsparcie Café do Brasil Raúl Boesel. Zespół nie zdobył jednak w sezonie ani jednego punktu.

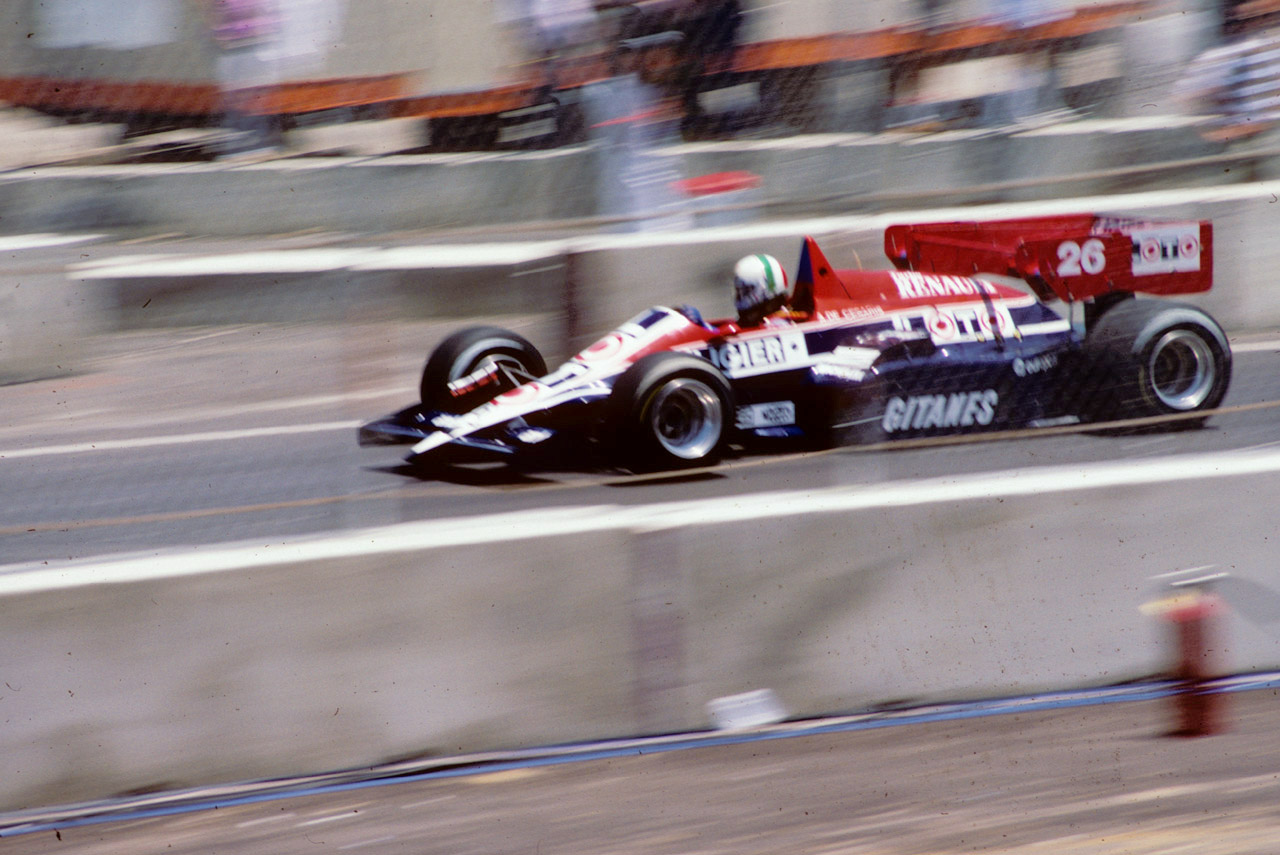
Ligier JS23 (Andrea de Cesaris)

Ligier wykorzystał kontakty z rządem Francji, by nakłonić Renault do dostarczania silników turbodoładowanych na sezon 1984 Formuły 1. Zatrudnił aerodynamika Henriego Duranda oraz nowych kierowców, Andreę de Cesarisa i François Hesnaulta. Sponsorzy zespołu, tacy jak Elf-Antar czy państwowa loteria Loto, należeli do francuskiego Skarbu Państwa. Ligier zdobył łącznie trzy punkty.
Jesienią 1983 roku Ligier, szukający alternatywy dla Formuły 1, osiągnął porozumienie z Mikiem Curbem dotyczące budowy samochodu IndyCar. Samochód, oparty na Ligierze JS23, rywalizował w sezonie 1984, a jego kierowcą był Kevin Cogan. Model nie był konkurencyjny.
Pod koniec 1984 roku do Ligiera z Renault wrócili Gérard Ducarouge i Michel Tétu, a z Williamsa wrócił Jacques Laffite. Ligier JS25 umożliwił Laffite’owi zdobycie 16 punktów, ale de Cesaris zdobył jedynie trzy punkty i pod koniec sezonu został zastąpiony Philippe’em Streiffem, który zajął trzecie miejsce w Grand Prix Australii, za Laffitem. Ligier zajął szóste miejsce w klasyfikacji konstruktorów.
Na sezon 1986 Tétu zaprojektował napędzany silnikiem Renault model JS27. Do Laffite’a w charakterze kierowcy dołączył René Arnoux. W lipcu, podczas Grand Prix Wielkiej Brytanii, Laffite złamał obie nogi i został zastąpiony Philippem Alliotem. Mimo to zespół ukończył sezon na piątej pozycji w klasyfikacji konstruktorów. Po sezonie Renault zaprzestało dostarczania silników i Ligier skorzystał z silników BMW pod nazwą Megatron. Kierowcami byli Arnoux i Piercarlo Ghinzani. W całym sezonie 1987 kierowcy Ligiera zdobyli tylko jeden punkt. Po sezonie Durand odszedł do Ferrari.
W roku 1989 wchodziły w życie nowe przepisy, zabraniające stosowania silników turbo. W związku z tym w roku 1988 Ligier zdecydował się używać wolnossących jednostek Judd. Tétu zaprojektował Ligiera JS31, w którym zbiornik paliwa znajdował się między podwoziem a silnikiem. Ten projekt nie był jednak udanym pomysłem i Tétu został zwolniony. W trakcie sezonu zespół przeniósł siedzibę do założonej przez rząd fabryki w Magny-Cours.

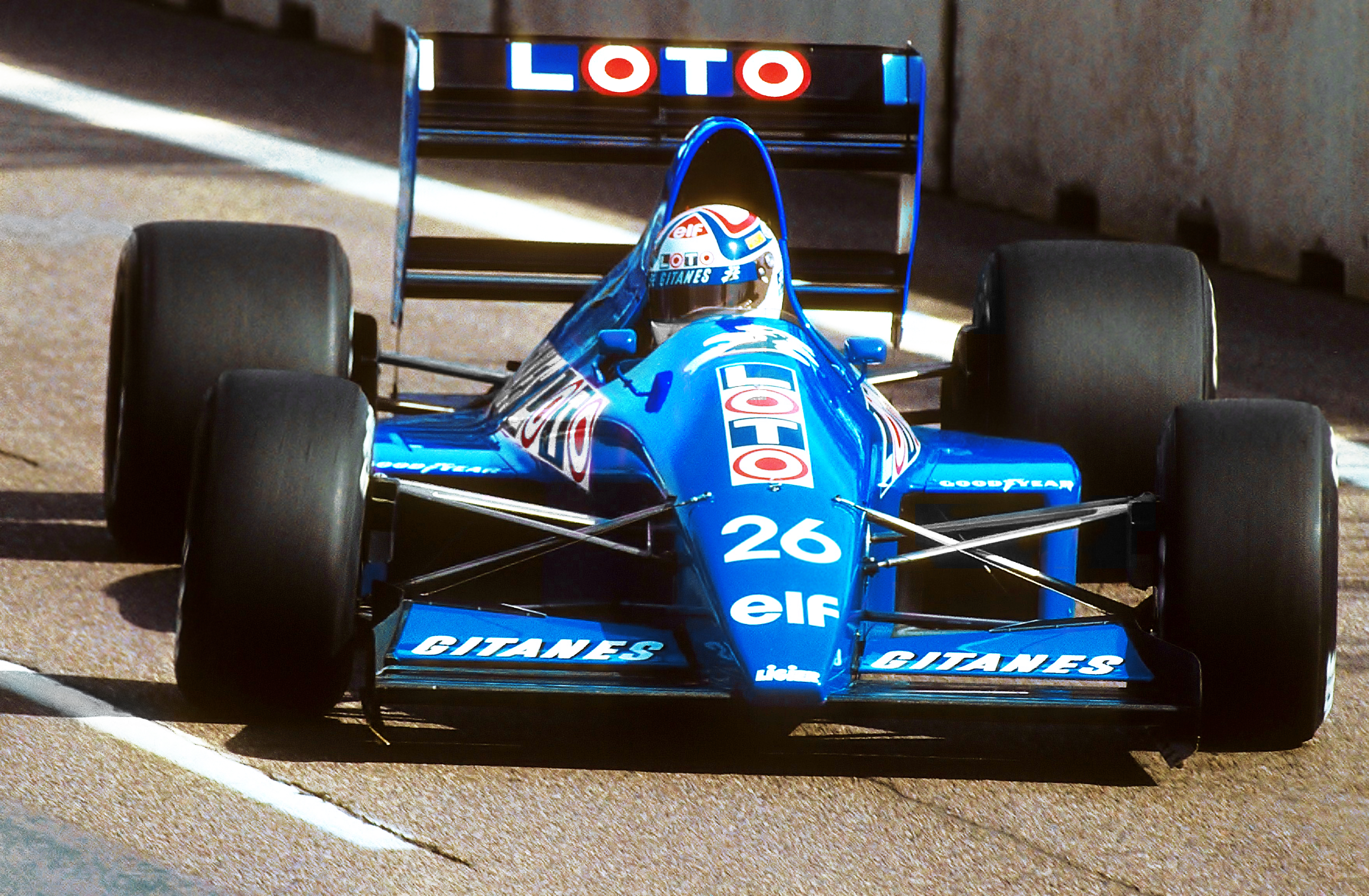
Ligier JS33B (Philippe Alliot)

Guy Ligier do zaprojektowania samochodu na sezon 1989 zatrudnił takich inżynierów, jak Richard Divila, Ken Anderson, Andy Willard czy Paul Crooks. Zespół zdecydował się używać silników Ford Cosworth DFR. Ligier JS33 okazał się nieudanym projektem i Arnoux oraz Olivier Grouillard zdobyli tylko try punkty. Divila, Beaujon i Claude Galopin na sezon 1990 zaprojektowali wersję „B” modelu JS33, ale kierowcy – Philippe Alliot i Nicola Larini – nie zdobyli punktów. Ligier ponownie dzięki kontaktom z rządem zapewnił silniki Renault, ale od roku 1992. W związku z tym w sezonie 1991 Ligier używał silników Lamborghini. Dyrektorem technicznym został Frank Dernie, a kierowcami – Thierry Boutsen i Érik Comas. Ligier JS35 nie był udaną konstrukcją, w związku z czym Divila i Galopin zostali zwolnieni. Dernie zatrudnił nowy zespół inżynierów, m.in. Loïka Bigois, Gilles’a Alegoeta i Maurizia Nardona. Wkrótce później do zespołu wrócił Ducarouge.
Przed sezonem 1992 samochód Ligiera testował Alain Prost, ale nie został etatowym kierowcą, ponieważ Ligier nie zgodził się sprzedać mu części udziałów. W związku z tym kierowcami zostali Boutsen i Comas. Zespół Ligiera zdobył kilka punktów, ale podczas Grand Prix Monako Francuz został wygwizdany i zdecydował się w trakcie sezonu sprzedać 21% udziałów Cyrilowi de Rouvre’owi. Pod koniec roku sprzedał pozostałe udziały i definitywnie wycofał się z Formuły 1.
De Rouvre na sezon 1993 zatrudnił brytyjskich kierowców: Marka Blundella i Martina Brundle'a. Ducarouge zaprojektował JS39, którym kierowcy zdobyli kilka trzecich miejsc, co przyczyniło się do piątego miejsca w klasyfikacji konstruktorów. Jesienią niektórzy rywale zgłaszali chęć zakupu Ligiera ze względu na silniki Renault V10, które francuski zespół miał otrzymywać w sezonie 1994.

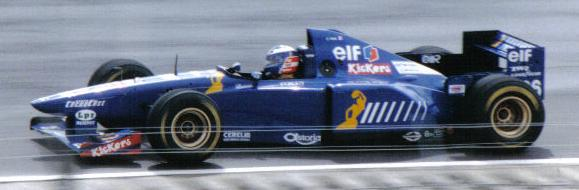
Ligier JS41 (Olivier Panis)

Pod koniec roku de Rouvre został aresztowany i zimą zespół został zakupiony przez Flavio Briatore. Model JS33 został rozwinięty do wersji „B”, a kierowcami zostali Éric Bernard i Olivier Panis. Najlepszym rezultatem Ligiera w sezonie 1994 było drugie miejsce Panisa i trzecie Bernarda w Grand Prix Niemiec. Pod koniec roku Ligier stracił silniki Renault na rzecz Benettona. Wówczas to do zespołu przyszedł partner Briatore z Benettona, Tom Walkinshaw. Walkinshaw przywrócił Derniego jako dyrektora technicznego. Sezon 1995 był dla Ligiera dość chaotyczny, ponieważ pracownicy Briatore byli zastępowani pracownikami Walkinshawa i odwrotnie. Kierowcami byli Panis, Brundle i Aguri Suzuki, którzy zdobyli łącznie napędzanym silnikami Mugen Honda Ligierem JS41 24 punkty. Dało to Ligierowi piąte miejsce w klasyfikacji konstruktorów.
Walkinshaw próbował zakupić zespół, ale próby te były blokowane przez Guya Ligiera. W związku z tym wiosną 1996 roku Brytyjczyk wraz z Derniem opuścił Ligiera i odszedł do Arrowsa. Kontrolę nad zespołem ponownie przejął Briatore, który na stanowisko dyrektora technicznego mianował Andrégo de Cortanze. Panis wygrał Grand Prix Monako 1996, ale poza tym Ligier nie odniósł w roku 1996 sukcesów.

### Sprzedaż
Na sezon 1997 Bigois zaprojektował napędzany silnikami Mugen Honda model JS45. Kierowcami byli Olivier Panis i Shinji Nakano. Kilka tygodni po prezentacji samochodu ujawniono, że Briatore sprzedał zespół Alainowi Prostowi, a Ligier został przemianowany na Prost Grand Prix. Prost bez większych sukcesów startował do sezonu 2001, po czym upadł.
W 2004 roku Guy Ligier przejął kontrolę nad Automobiles Martini, a w 2005 roku wybudował nowy samochód sportowy JS49. W 2014 roku w wyścigu 24h Le Mans został wystawiony model JS P2, będący wynikiem kooperacji Ligiera i Onroak. W debiucie JS P2 zajął drugie miejsce w klasie LMP2, a rok później był trzeci.

## Wyniki w Formule 1
| Sezon | Zespół                              | Samochód                              | Opony | Silnik      | Kierowcy                                                                | Msc. | Pkt. |
| ----- | ----------------------------------- | ------------------------------------- | ----- | ----------- | ----------------------------------------------------------------------- | ---- | ---- |
| 1976  | Ligier Gitanes                      | Ligier JS5                            | G     | Matra       | Jacques Laffite                                                         | 5    | 20   |
| 1977  | Ligier Gitanes                      | Ligier JS5                            | G     | Matra       | Jacques Laffite Jean-Pierre Jarier                                      | 8    | 18   |
| 1978  | Ligier Gitanes                      | Ligier JS7 Ligier JS9                 | G     | Matra       | Jacques Laffite                                                         | 6    | 19   |
| 1979  | Ligier Gitanes                      | Ligier JS11                           | G     | Ford        | Patrick Depailler Jacky Ickx Jacques Laffite                            | 3    | 61   |
| 1980  | Equipe Ligier Gitanes               | Ligier JS11/15                        | G     | Ford        | Didier Pironi Jacques Laffite                                           | 2    | 66   |
| 1981  | Equipe Talbot Gitanes               | Ligier JS17                           | M     | Matra       | Jean-Pierre Jarier Jean-Pierre Jabouille Patrick Tambay Jacques Laffite | 4    | 44   |
| 1982  | Equipe Talbot Gitanes               | Ligier JS17 Ligier JS17B Ligier JS19  | M     | Matra       | Eddie Cheever Jacques Laffite                                           | 8    | 20   |
| 1983  | Equipe Ligier Gitanes               | Ligier JS21                           | M     | Ford        | Jean-Pierre Jarier Raúl Boesel                                          | 14   | 0    |
| 1984  | Ligier Loto                         | Ligier JS23                           | M     | Renault     | François Hesnault Andrea de Cesaris                                     | 10   | 3    |
| 1985  | Equipe Ligier Gitanes Equipe Ligier | Ligier JS25                           | P     | Renault     | Andrea de Cesaris Philippe Streiff Jacques Laffite                      | 6    | 23   |
| 1986  | Equipe Ligier                       | Ligier JS27                           | P     | Renault     | René Arnoux Jacques Laffite Philippe Alliot                             | 5    | 29   |
| 1987  | Ligier Loto                         | Ligier JS29 Ligier JS29B Ligier JS29C | G     | Megatron    | René Arnoux Piercarlo Ghinzani                                          | 11   | 1    |
| 1988  | Ligier Loto                         | Ligier JS31                           | G     | Judd        | René Arnoux Stefan Johansson                                            | 15   | 0    |
| 1989  | Ligier Loto                         | Ligier JS33                           | G     | Ford        | René Arnoux Olivier Grouillard                                          | 13   | 3    |
| 1990  | Ligier Gitanes                      | Ligier JS33B                          | G     | Ford        | Nicola Larini Philippe Alliot                                           | 11   | 0    |
| 1991  | Ligier Gitanes                      | Ligier JS35 Ligier JS35B              | G     | Lamborghini | Thierry Boutsen Érik Comas                                              | 13   | 0    |
| 1992  | Ligier Gitanes Blondes              | Ligier JS37                           | G     | Renault     | Thierry Boutsen Érik Comas                                              | 7    | 6    |
| 1993  | Ligier Gitanes Blondes              | Ligier JS39                           | G     | Renault     | Martin Brundle Mark Blundell                                            | 5    | 23   |
| 1994  | Ligier Gitanes Blondes              | Ligier JS39B                          | G     | Renault     | Éric Bernard Johnny Herbert Franck Lagorce Olivier Panis                | 6    | 13   |
| 1995  | Ligier Gitanes Blondes              | Ligier JS41                           | G     | Mugen Honda | Aguri Suzuki Martin Brundle Olivier Panis                               | 5    | 24   |
| 1996  | Equipe Ligier Gauloises Blondes     | Ligier JS43                           | G     | Mugen Honda | Olivier Panis Pedro Diniz                                               | 6    | 15   |